# Bandido (película de 2021)
Bandido es una película dramática musical argentina-española de 2021 dirigida por Luciano Juncos. Narra la historia de un cantante veterano que decide poner una pausa a su carrera por sentirse estancado y estar en crisis. Está protagonizada por Osvaldo Laport. La película se estrenó el 17 de marzo de 2021 durante el Buenos Aires Festival Internacional de Cine Independiente, mientras que su lanzamiento en las salas de cines fue el 18 de marzo de 2021.

## Sinopsis
Cuenta la historia de Roberto Benítez, un reconocido y popular cantante conocido bajo el seudónimo de «Bandido», que está cansado de las giras, las grabaciones, la multitud y las fotografías, por lo que le avisa a su mánager Antonio que quiere parar temporalmente con su carrera. De esta manera, Roberto regresa a su casa y encuentra refugio con su hija Milagros, quien recientemente se separó de su novio. 
Sin embargo, un día, Bandido sufre un violento asalto en la autopista, donde lo asisten varios vecinos, entre los cuales se encuentra Rubén, un viejo amigo que lo acompañó como acordeonista en los que fueron sus primeros años de carrera, lo cual lo lleva a reconectarse con sus inicios y reencontrarse a sí mismo. 

## Elenco
- Osvaldo Laport como Roberto «Bandido» Benítez
- Juan Manuel Lara como Antonio
- Hernán Alvarellos como Pancho
- Victoria Ríos como Milagros
- Magdalena Combes como Pocha
- Juan De Battisti como Walter
- Maico Pradal como Rulo
- Juan Minujín como Miembro del teatro

## Recepción

### Comentarios de la crítica
En el sitio web Todas las críticas, la película posee una aprobación del 66% basado en 21 reseñas. Diego Brodersen de Página/12 señaló que se trata de «historia amable y bienintencionada que intenta complacer a la mayor cantidad de espectadores» y que Laport ofrece una interpretación creíble. Diego Batlle de Otros cines valoró que «Bandido incursiona con nobleza y eficacia en el subgénero de artistas en busca de una (segunda) oportunidad», mientras que «Laport tiene el physique du rôle ideal para un personaje que va del hastío y la resignación a la recuperación de amistades y nuevas motivaciones». Emiliano Basile de Escribiendo cine destacó la interpretación de Laport describiéndola como una «gran actuación ya que en su mirada melancólica está la premisa de la película: la postura del hombre frente al devenir».
En una reseña para Micropsia, Diego Lerer escribió que «con un tono amable, interpretaciones sólidas y un tono de sencilla comedia dramática que consigue exactamente lo que parece proponerse, Bandido cuenta una buena historia acerca de las vidas de los músicos populares cuando llegan al que parece ser el ocaso de sus carreras». Alejandro Lingenti de La Nación resaltó el trabajo actoral de Laport mencionando que «interpreta con sensibilidad al artista en declive, aportándole al personaje un trabajo corporal, gestual y un tono de voz que lo define y lo hace verdadero y entrañable».

### Premios y nominaciones
| Lista de premios y nominaciones | Lista de premios y nominaciones               | Lista de premios y nominaciones | Lista de premios y nominaciones           | Lista de premios y nominaciones | Lista de premios y nominaciones |
| Año                             | Organización                                  | Categoría                       | Nominado/a(s)                             | Resultado                       | Ref(s)                          |
| ------------------------------- | --------------------------------------------- | ------------------------------- | ----------------------------------------- | ------------------------------- | ------------------------------- |
| 2021                            | Festival Latinoamericano Tucumán Cine         | Mención especial                | Osvaldo Laport                            | Ganador                         | [ 12 ]                          |
| 2021                            | Festival Latinoamericano Tucumán Cine         | Mejor actriz                    | Magdalena Combes                          | Ganadora                        | [ 12 ]                          |
| 2021                            | Festival Latinoamericano Tucumán Cine         | Mejor actor                     | Hernán Alvarellos                         | Ganador                         | [ 12 ]                          |
| 2021                            | Festival Internacional de Cine de las Alturas | Premio del público              | Bandido                                   | Ganador                         | [ 13 ]                          |
| 2021                            | Festival de Cine Iberoamericano de Huelva     | Colón de oro                    | Bandido                                   | Nominado                        | [ 14 ]                          |
| 2021                            | Festival de Cine Iberoamericano de Huelva     | Colón de plata                  | Bandido                                   | Ganador                         | [ 15 ]                          |
| 2022                            | Premios Cóndor de Plata                       | Mejor actor                     | Osvaldo Laport                            | Nominado                        | [ 16 ] [ 17 ]                   |
| 2022                            | Premios Cóndor de Plata                       | Mejor música original           | Álvaro Fombellida                         | Nominado                        | [ 16 ] [ 17 ]                   |
| 2022                            | Premios Cóndor de Plata                       | Mejor canción original          | «Volveré» de Diego Bravo y Osvaldo Laport | Ganadores                       | [ 16 ] [ 17 ]                   |